# Staphorst
Staphorst (baix alemany: Stappest) és un municipi de la província d'Overijssel, al centre-est dels Països Baixos. L'1 de gener de 2009 tenia 16.095 habitants repartits per una superfície de 135,70 km² (dels quals 1,42 km² corresponen a aigua). És un dels municipis de l'anomenat «Bible Belt» neerlandès, una zona habitada per molts protestants conservadors.

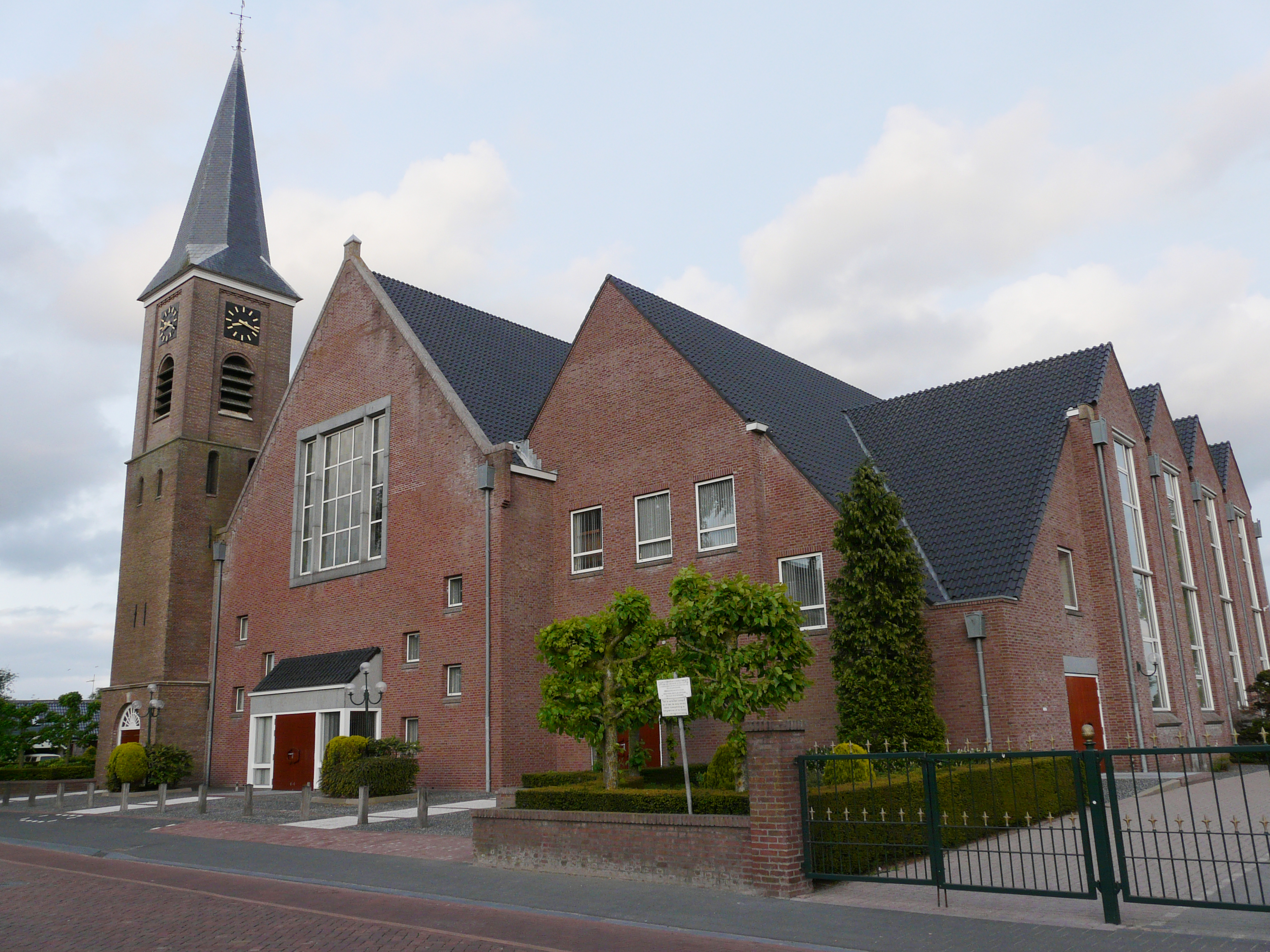
L'Església de Staphorst

## Centres de població
| Nom         | Població |
| ----------- | -------- |
| Staphorst   | 9.750    |
| Rouveen     | 2.940    |
| IJhorst     | 1.350    |
| Punthorst   | 1000     |
| Lankhorst   | 490      |
| Hamingen    | 40       |
| Slingenberg |          |
| Leijen      |          |

## Política
| Partit               | %    | Regidors |
| SGP                  | 31,4 | 6        |
| ChristenUnie         | 25,3 | 4        |
| CDA                  | 17,1 | 3        |
| Gemeentebelangen/VVD | 13,7 | 2        |
| PvdA                 | 12,5 | 2        |
| Total                | 84,8 | 17       |

| Evolució de la representació a les eleccions locals | Evolució de la representació a les eleccions locals | Evolució de la representació a les eleccions locals | Evolució de la representació a les eleccions locals | Evolució de la representació a les eleccions locals | Evolució de la representació a les eleccions locals | Evolució de la representació a les eleccions locals | Evolució de la representació a les eleccions locals | Evolució de la representació a les eleccions locals |
| --------------------------------------------------- | --------------------------------------------------- | --------------------------------------------------- | --------------------------------------------------- | --------------------------------------------------- | --------------------------------------------------- | --------------------------------------------------- | --------------------------------------------------- | --------------------------------------------------- |
| Partit                                              | Vots en %                                           | Vots en %                                           | Vots en %                                           | Vots en %                                           | Regidors                                            | Regidors                                            | Regidors                                            | Regidors                                            |
|                                                     | 1994                                                | 1998                                                | 2002                                                | 2006                                                | 1994                                                | 1998                                                | 2002                                                | 2006                                                |
| SGP                                                 | 30,9                                                | 29,4                                                | 31,6                                                | 31,4                                                | 5                                                   | 5                                                   | 6                                                   | 6                                                   |
| ChristenUnie                                        | (20,7)                                              | (23,6)                                              | 24,3                                                | 25,3                                                | (3)                                                 | (4)                                                 | 4                                                   | 4                                                   |
| CDA                                                 | 16,9                                                | 16,8                                                | 18,6                                                | 17,1                                                | 2                                                   | 3                                                   | 3                                                   | 3                                                   |
| Gemeentebelangen/VVD                                | 13,3                                                | 15,0                                                | 13,7                                                | 13,7                                                | 2                                                   | 3                                                   | 2                                                   | 2                                                   |
| PvdA                                                | 11,7                                                | 12,5                                                | 11,8                                                | 12,5                                                | 2                                                   | 2                                                   | 2                                                   | 2                                                   |
| RPF                                                 | 11,8                                                | 14,9                                                | -                                                   | -                                                   | 2                                                   | 3                                                   | -                                                   | -                                                   |
| GPV                                                 | 8,9                                                 | 8,7                                                 | -                                                   | -                                                   | 1                                                   | 1                                                   | -                                                   | -                                                   |
| Boerenpartij                                        | 6,5                                                 | 2,7                                                 | -                                                   | -                                                   | 1                                                   | 0                                                   | -                                                   | -                                                   |
| Total                                               | 83,4                                                | 83,2                                                | 82,6                                                | 84,8                                                | 15                                                  | 17                                                  | 17                                                  | 17                                                  |

| Resultats a les eleccions generals | Resultats a les eleccions generals | Resultats a les eleccions generals | Resultats a les eleccions generals | Resultats a les eleccions generals | Resultats a les eleccions generals |
| ---------------------------------- | ---------------------------------- | ---------------------------------- | ---------------------------------- | ---------------------------------- | ---------------------------------- |
| Partit                             | % 1994                             | % 1998                             | % 2002                             | % 2003                             | % 2006                             |
| CDA                                | 19,2                               | 19,1                               | 27,6                               | 32,8                               | 30,4                               |
| SGP                                | 31,0                               | 30,1                               | 29,4                               | 28,7                               | 28,3                               |
| ChristenUnie                       | (19,3)                             | (20,0)                             | 17,2                               | 13,7                               | 18,1                               |
| PvdA                               | 9,4                                | 11,6                               | 5,9                                | 9,5                                | 7,2                                |
| VVD                                | 11,1                               | 12,4                               | 8,2                                | 8,6                                | 7,0                                |
| SP                                 | 0,1                                | 0,7                                | 1,1                                | 1,3                                | 4,1                                |
| PVV                                | -                                  | -                                  | -                                  | -                                  | 2,5                                |
| GroenLinks                         | 0,4                                | 1,5                                | 1,3                                | 1,2                                | 1,0                                |
| PVD                                | -                                  | -                                  | -                                  | -                                  | 0,5                                |
| D66                                | 5,4                                | 2,6                                | 1,6                                | 1,0                                | 0,3                                |
| Fortuyn (LPF)                      | -                                  | -                                  | 6,4                                | 2,8                                | 0,1                                |
| RPF                                | 10,4                               | 11,2                               | -                                  | -                                  | -                                  |
| GPV                                | 8,9                                | 8,8                                | -                                  | -                                  | -                                  |
| CD                                 | 0,8                                | 0,4                                | -                                  | -                                  | -                                  |
| AOV-Unie 55+                       | 1,1                                | 0,1                                | -                                  | -                                  | -                                  |
| Altres                             | -                                  | -                                  | -                                  | -                                  | 0,5                                |
| Total                              | 88,4                               | 87,0                               | 91,0                               | 91,7                               | 91,5                               |